# Mark Feuerstein
Mark Feuerstein (ur. 8 czerwca 1971) – amerykański aktor. Najbardziej znany z roli doktora Hanka Lawson w serialu medycznym Bananowy doktor.

## Biografia
Mark Feuerstein urodził się w Nowym Jorku w 1971 roku. Jego matka była nauczycielką, a ojciec prawnikiem. Został wychowany w rodzinie żydowsko-prawosławnej. Był wrestlerem w szkole średniej i wygrał mistrzostwo stanu. Uczęszczał do szkoły w Dalton i ukończył Princeton University w 1993 roku. Wygrał stypendium Fulbrighta i studiował w London Academy of Music and Dramatic Art oraz w L'École Phillipe Gaulier we Francji.
Jako aktor zadebiutował w 1995 roku w telewizyjnej w operze mydlanej Loving. Największy rozgłos przyniosła mu rola w serialu Bananowy doktor
W 2003 roku został uznany przez magazyn "People" za jednego z "50 najpiękniejszych ludzi".
W 2005 roku ożenił się z dziennikarką Daną Klein. Mieszkają w Los Angeles i mają troje dzieci: Lila, Frisco i Addie.

## Wybrana filmografia[1]
- 2015: Larry Gaye: Zbuntowany steward (Larry Gaye: Renegade Male Flight Attendant)
- 2009: Bananowy doktor (Royal Pains) (serial TV 2009 - 2016) jako doktor Hank Lawson
- 2008: Opór (Defiance) jako Isaac Malbin
- 2006: 1300 gramów (3 lbs) (serial TV 2006)
- 2005: Siostry (In Her Shoes)
- 2002: Dwa tygodnie na miłość (Two Weeks Notice) jako Rick Beck
- 2002: Dzień dobry, Miami (Good Morning, Miami) (serial TV 2002 - 2004)	jako Jake Silver
- 2002: Porzucona (Abandon) jako Robert Hanson
- 2000: Kobieta na topie (Woman on Top)
- 2000: Czego pragną kobiety (What Women Want) jako Morgan Farwell
- 1999: Muza (The Muse) jako Josh Martin
- 1998: Totalna magia (Practical Magic) jako Michael
- 1983: Loving (serial TV 1983 - 1995)